# Брус Халфорд
Брус Халфорд (на английски: Bruce Halford) е бивш британски автомобилен състезател, пилот от Формула 1. Роден на 18 май 1931 г. в Хамптън ин Арден, Великобритания.

## Формула 1
Брус Халфорд прави своя дебют във Формула 1 в Голямата награда на Великобритания през 1956 г. В световния шампионат записва 9 състезания като не успява да спечели точки, състезава се за Мазерати, Лотус и Купър.